# 해딩턴

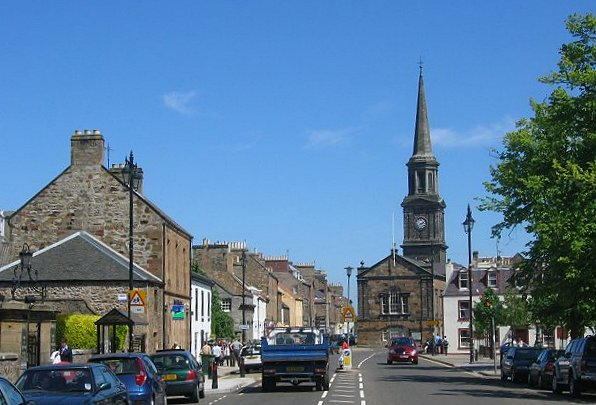
해딩턴

해딩턴(영어: Haddington, 스코트어: Haidintoun)은 스코틀랜드 이스트로디언의 도시로 인구는 9,944명이다.